# Medea (Barber)
Medea, op. 23, és una suite de ballet del compositor nord-americà Samuel Barber. Va ser encarregada pel Fons Ditson de la Universitat de Colúmbia per a Martha Graham i va ser estrenada el 10 de maig de 1946, al teatre McMillin de la Universitat de Colúmbia, a la ciutat de Nova York. El ballet va ser originalment anomenat Serpent Heart, però l'obra va ser revisada el 1947 i retitulada Cave of the Heart. El vestuari va ser dissenyat per Edythe Gilfond i el conjunt va ser creat per Isamu Noguchi. El repartiment original va incloure Graham, Erick Hawkins, Yuriko, May O'Donnell, i altres membres de la Martha Graham Dance Company.
Ni Barber ni Graham volien fer servir la llegenda literalment en el ballet. En canvi, aquestes figures mítiques van servir més aviat per a projectar estats psicològics de gelosia i venjança que són intemporals. La coreografia i la música van ser concebudes, per dir-ho així, en dos nivells de temps, la mítica antiga i la contemporània. Medea i Jàson apareixen primer com a figures divines i superhumanes de la tragèdia grega. A mesura que augmenta la tensió i el conflicte entre ells, surten del seu paper llegendari de tant en tant i esdevenen l'home i la dona moderns, atrapats en les xarxes de gelosia i amor destructiu. Al final reprenen la seva qualitat mítica. Tant en el ball com en la música es fan servir expressions arcaiques i contemporànies. Medea, en l'escena final després del desenllaç, torna a ser descendent del sol.
Al costat de Medea i Jàson hi ha altres dos personatges en el ballet, la jove princesa amb qui Jàson es casa per ambició i per a qui traeix Medea, i un assistent que assumeix la part de la tragèdia grega, simpatitzant, consolant i interpretant les accions dels personatges principals.

## Medea per a Orquestra, Op. 23 (1947)
A principi de 1947 Barber va extreure del ballet una suite de set moviments per a orquestra simfònica. Graham va usar els títols Serpent Heart i Cave of the Heart per al seu ballet, però el compositor va preferir la font original de la idea, la llegenda Medea-Jason, com títol de la suite.
Moviments:
1. Parodos
2. Cors. Medea i Jason
3. La jove princesa. Jason
4. Cors
5. Medea
6. Kantikos Agonias
7. Exodos

La Suite va ser estrenada per l'Orquestra de Filadèlfia sota Eugene Ormandy el 5 de desembre de 1947.
La dansa de la venjança de Medea de Barber Op. 23a (1955) es deriva d'aquesta obra.